# 気仙沼湾横断橋
気仙沼湾横断橋（けせんぬまわんおうだんきょう）は、宮城県気仙沼市にある道路橋。大川河口部と気仙沼湾湾奥部に架かる長大橋で、海上部は東北地方で最大の斜張橋である。

## 概要
三陸沿岸道路（三陸縦貫自動車道）として2011年（平成23年）度に新規事業化された気仙沼道路の気仙沼湾横断部に設けられた橋梁である。市街地の山側を迂回している国道45号気仙沼バイパスに対して、気仙沼道路は建設費圧縮、距離短絡の観点から海側を短絡するルートが採用され、大川河口部、朝日埠頭、気仙沼湾湾奥部を南北に横断する。南側には気仙沼港インターチェンジ、北側には浦島大島インターチェンジが設けられている。気仙沼中央IC - 唐桑半島IC間の総事業費は1365億円で、うち気仙沼湾横断橋の事業費は443億円。2014年（平成26年）6月29日に着工式を挙行し、下部工・上部工の工事が進められ、2020年（令和2年）10月9日には名称が仮称と同じ「気仙沼湾横断橋」に正式決定した。愛称は「かなえおおはし」で、2021年（令和3年）3月6日に供用開始した。2022年度（令和4年度）に土木学会田中賞（作品部門）を、2023年度（令和5年度）にグッドデザイン賞を、2024年度（令和6年度）に土木学会デザイン賞 最優秀賞 をそれぞれ受賞した。

## 構造
- 橋長 : 1,344 m（海上部680 m + 陸上部664 m）
- 道路規格 : 第1種第3級（設計速度80 km/h）
- 幅員 : 陸上部12.0 m、海上部14.0 m
- 車線数 : 完成2車線
- 構造
  - 海上部 : 3径間連続鋼斜張橋
  - 陸上部 : 鋼7+3径間連続箱桁橋

構造は他にも、吊橋案、複合斜張橋案、トラス橋案、PCラーメン箱桁+PC斜張橋案、ニールセンローゼ桁橋案が提案され、美観や維持管理性、海上部の施工期間短縮を考慮した構造に決定された。桁下高は津波漂流物に衝突しないこと、既往来船舶の高さ以上であることを踏まえ32 mにされた。なお、主塔には点検用エレベータが設置される。
|        | A1橋台            | P1橋脚            | P2橋脚            | P3橋脚            | P3橋脚            | P4橋脚            | P5橋脚            | P6橋脚            | P7橋脚            | P8橋脚            | P9橋脚            | P10橋脚           | P10橋脚           | P11橋脚           | P12橋脚           | A2橋台            |
| ------ | ----------------- | ----------------- | ----------------- | ----------------- | ----------------- | ----------------- | ----------------- | ----------------- | ----------------- | ----------------- | ----------------- | ----------------- | ----------------- | ----------------- | ----------------- | ----------------- |
| 上部工 | 鋼3径間連続箱桁橋 | 鋼3径間連続箱桁橋 | 鋼3径間連続箱桁橋 | 鋼3径間連続箱桁橋 | 鋼7径間連続箱桁橋 | 鋼7径間連続箱桁橋 | 鋼7径間連続箱桁橋 | 鋼7径間連続箱桁橋 | 鋼7径間連続箱桁橋 | 鋼7径間連続箱桁橋 | 鋼7径間連続箱桁橋 | 鋼7径間連続箱桁橋 | 鋼3径間連続斜張橋 | 鋼3径間連続斜張橋 | 鋼3径間連続斜張橋 | 鋼3径間連続斜張橋 |
| 下部工 | 逆T式             | 張出式            | 張出式            | 張出式            | 張出式            | 壁式小判型 中空   | 壁式中空          | 壁式中空          | 壁式中空          | 張出式中空        | 張出式中空        | 張出式中空        | 張出式中空        | 壁式中空          | 壁式中空          | 逆T式             |
| 基礎   | 場所打杭          | 直接              | 直接              | 直接              | 直接              | 場所打杭          | 場所打杭          | 場所打杭          | 場所打杭          | 鋼管矢板          | 鋼管矢板          | 鋼管矢板          | 鋼管矢板          | 鋼管矢板          | 鋼管矢板          | 組杭深礎          |

2022年（令和4年）11月24日に開通後初めての点検が行われ、足場の設置や目視による点検が困難な部位が多いためドローンや自動ロボットを用いた点検が試験的に実施された。東北地方整備局は今回の点検を踏まえて新たな点検マニュアルを取りまとめる方針である。